# Pettyes paka
A pettyes paka (Cuniculus paca) vagy régebbi nevén (Agouti paca) az emlősök (Mammalia) osztályának a rágcsálók (Rodentia) rendjébe, ezen belül pedig a pakafélék (Cuniculidae) családjába tartozó faj.
Az állat a Cuniculus emlősnem típusfaja.

## Előfordulása
Mexikó déli részétől a közép-amerikai földhídon át egészen Argentína északi részéig fordul elő. Dél-Amerikában csak az Andoktól keletre fordul elő.
Kuba, Hispaniola és Jamaica szigetére, valamint a Bahama-szigetek területére is betelepítették.
Erdős területeken fordul elő, lehetőleg mindig víz közelében él.

## Alfajai
- Cuniculus paca paca Linnaeus, 1766
- Cuniculus paca guanta Lönnberg, 1921
- Cuniculus paca mexicanae Hagmann, 1908
- Cuniculus paca nelsoni Goldman, 1913
- Cuniculus paca virgata Bangs, 1902

## Megjelenése
Testhossza 70-80 centiméter, magassága 32-34 centiméter, a kifejlett egyedek súlya 6-12 kilogramm. A vízidisznó és a pakarána után Dél-Amerika harmadik legtestesebb rágcsálófaja. Rövid szőrzete, felül sötétbarna, fehérrel enyhén pettyezett, míg hasa egyszínű sárgásfehér. Rövid lábai vannak. Mellső lábain 4 ujj, míg a hátsókon 5 ujj látható.

## Életmódja

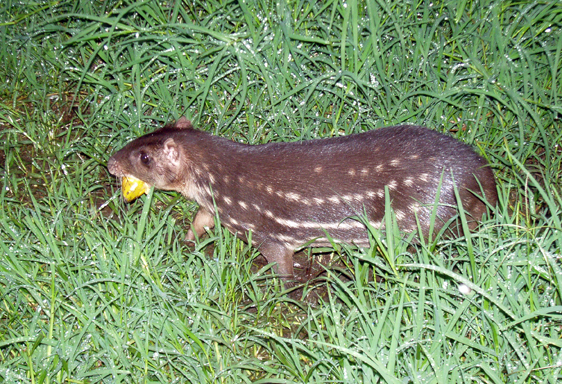
Táplálkozó pettyes paka

Éjszaka aktív, magányos életmódú faj. Lehetőleg sosem távolodik el túlzottan a víztől. Veszély esetén a vízbe menekül. Remekül úszik és jól bukik. Elég sokáig bírja a víz alá lebukva.
Növényevő faj, fő tápláléka az erdők fáinak gyümölcsei és különféle magvak. Ezeket többnyire sietősen összegyűjti, majd egy nagyobb mennyiséggel biztonságos helyre vonul, ahol komótosan elfogyasztja azokat. Rágóizmai különösen fejlettek, így kifejezetten kemény héjú termésekkel is jól elboldogul.

## Természetvédelmi helyzete
A pakára sokfelé vadásznak, de nagy elterjedési területe miatt jelenleg nem számít veszélyeztetett fajnak, bár lokálisan több állománya fenyegetett lehet.

### Fordítás
- Ez a szócikk részben vagy egészben  a   Paka című német Wikipédia-szócikk ezen változatának fordításán alapul.  Az eredeti cikk szerkesztőit annak laptörténete sorolja fel. Ez a jelzés csupán a megfogalmazás eredetét és a szerzői jogokat jelzi, nem szolgál a cikkben szereplő információk forrásmegjelöléseként.